# Molonglo Valley kerület
Molonglo Valley kerület az Ausztráliai fővárosi terület egyik és egyben legújabb kerülete a kilenc fővárosi kerület közül. A tervek szerint a kerület 13 városrészből, illetve külvárosból fog állni, ahol 33000 lakásban mintegy 73000 lakó fog otthonra lelni.
A kerület első két városrésze a már építés alatt álló Wright és Coombs, melyeket a költőnő és környezetvédő és az ausztrál őslakosok jogaiért kiálló, Judith Wright-ról, illetve a kiemelkedő közszolga és közgazdász H. C. "Nugget" Coombs-ról nevezték el, aki a Reserve Bank (Takarékbank) első igazgatója volt. A kerületben tervezés alatt áll Sulman városrész is, mely nevét az ausztrál építész John Sulman-ról kapta, akinek épületei Civic-ben láthatóak.
Coombs a Molonglo-folyó déli részén helyezkedik el, a John Gorton Drive-tól keletre. Wright ettől jóval nyugatabbra, Duffy szomszédságában fog felépülni, délnyugatra a John Gorton Drive-tól. E külvárosok létrehozásához a szükséges területeket 2010 májusában szabadították fel.

## Elhelyezkedése
Molonglo Valley kerület Weston Creek kerülettől északra, Belconnen kerülettől délre helyezkedik el. Minden kialakítandó városrésze a főváros városközpontjától mintegy 5-10 kilométeren belül található. Azáltal, hogy a városrész kialakításához szükséges területeket a városhoz közel jelölték ki, sikerült csökkenteni a főváros térbeli kiterjedését, az úgynevezett Városszétfolyást. Éppen e közeli elhelyezkedése miatt az ingatlanárak jóval magasabbak, mint a fővárostól távolabb eső részeken.
Még 2003-ban a területet fenyőerdők borították, melyeket erdészeti céllal telepítettek, amelyek jó része megsemmisült a 2003-as canberrai bozóttüzek során. Ez egy jókora kihasználatlan területet hozott létre, amely közelsége miatt alkalmas volt a területfejlesztésre.
Remények szerint Molonglo Valley kerület összeköttetést fog biztosítani Belconnen és Weston Creek kerületek között.

## Fordítás
- Ez a szócikk részben vagy egészben  a   Molonglo Valley című angol Wikipédia-szócikk ezen változatának fordításán alapul.  Az eredeti cikk szerkesztőit annak laptörténete sorolja fel. Ez a jelzés csupán a megfogalmazás eredetét és a szerzői jogokat jelzi, nem szolgál a cikkben szereplő információk forrásmegjelöléseként.